# Stenopialea beckeri
Stenopialea beckeri är en tvåvingeart som beskrevs av Speiser 1920. Stenopialea beckeri ingår i släktet Stenopialea och familjen kulflugor. Inga underarter finns listade i Catalogue of Life.